# Valča
Valča este o comună slovacă, aflată în districtul Martin din regiunea Žilina, pe malul râului Valčiansky potok⁠(d). Localitatea se află la altitudinea de 480 m deasupra n.m., se întinde pe o suprafață de 32,233 km2 și în 2017 număra 1.703 locuitori. Se învecinează cu comuna Benice.

## Istoric
Localitatea Valča este atestată documentar din 1252.

## Demografie
| An:                | 1994 | 2004   | 2014   | 2024    |
| ------------------ | ---- | ------ | ------ | ------- |
| Număr de persoane: | 1409 | 1502   | 1630   | 1802    |
| Diferență:         |      | +6,60% | +8,52% | +10,55% |

| An:                | 2023 | 2024   |
| ------------------ | ---- | ------ |
| Număr de persoane: | 1804 | 1802   |
| Diferență:         |      | −0,11% |